# 国立杜埃高等矿业学院
法国国立杜埃高等矿业学院，中国教育部认证的全称为“杜埃国立高等工业技术与矿业学校”，法语全称为“ENSTIM Douai: École Nationale Supérieure de Techniques Industrielles et des Mines de Douai”。学院成立于1878年，是著名的法国国立高等矿业电信学校联盟（IMT: Institut Mines-Télécom）成员之一，属于法国精英式高等教育体制中的高等工程师学院（亦称大学校）。学院宗旨是培养处于科技创新前沿的优秀高层主管人才。杜埃高等矿业学院目前有在校生约750人（包括工程师），专职教师300名及兼课教师（主要来自企业高级工程师或管理人员）250多人。根据法国杂志L'EXPANSION（2010年4月号）公布的法国高等工程师学院毕业生年收入排行，杜埃高等矿业学院在“工作三年后收入”评比中位列第7名（€ 50,000）。
学院的职能包括：工程师培养、应用科技研究、职业培训、企业孵化等。学院可提供法国政府认可的高等工程师学位，此外也可授予硕士和博士学位。杜埃高等矿业学院提供8个专业领域：环境与工业、土木工程、能源工程、机械工程、质量工程、生产自动化技术、信息及交流系统工程、聚合物与合成物技术。
学院位于杜埃市(Douai)中心，共设3个校区，代表学校3大运作中心：教学、生活、科研。学院内设施齐全。有一个大型图书馆，图书馆内拥有20多万册图书、3500种期刊及3万份图表，都可供学生使用。学院设有学生之家，为学生提供一个优越的生活环境，其中包括餐厅、学习室、健身中心、休闲活动中心等。

## 数字
| 在校学生人数               | 约750人                                 |
| 获得学位人数               | 2010学年：236人                         |
| 颁发学位的性质及种类       | 工程师/硕士/博士                        |
| 在校博士人数               | 2009学年：76人                          |
| 科研资金                   | 2009学年：€ 6,950,000                   |
| 学生毕业前就业率           | 2010学年：65％                          |
| 学生毕业2月内就业率        | 2010学年：89％                          |
| 学生毕业4月内就业率        | 2010学年：98％                          |
| 学生毕业后平均年收入       | 2010学年：€ 37,400； 2009学年：€ 36,000 |
| 学生毕业3年后平均年收入    | € 50,000                                |
| 国际学生比例               | 2010学年：17%                           |
| 国际双学位项目             | 14个                                    |
| 是否为国际学生设法语课     | 有                                      |
| 是否为国际学生设专门课程   | 有                                      |
| 是否设有英语教学的课程     | 无                                      |
| 学生在企业实习时间         | 至少16月                                |
| 学生在法国以外企业实习时间 | 至少3月                                 |
| 校友网络人数               | 5479人                                  |

## 优势
国立杜埃高等矿业学院拥有下列优势：高质量的教育和现代化的教学方法、面向企业需求的高科技研发以及与工业界的紧密联系、高度的国际合作以及积极参与工程师学校网络。

### 高质量的教育
学院采取多样化的人才培养模式：针对各专业培养综合型工程师，也提供进一步的专业型工程师培养，同时提供丰富的科研资源与资金，以培养科研人才。除了专业课程，学生在校期间还可获得职业技能的训练，以适应现代工业企业的需求，其中包括：商业、创业、国际发展、企业战略管理、环境司法等各类技能。学院每年培养超过230名综合型工程师或专业工程师，答辩20多篇博士论文并产生近百份出版物和会议论文。

### 与企业的紧密联系
学院与法国工业部关系紧密，同时与超过1000家各行业的企业保持良好的合作关系，企业界常求助于学院的科研人员。学院提供17000平方米的实验室，其中有80多名教师或研究员、50多名技师和50多名在读博士或研究生。学院的各类应用研究满足了工业企业和公共机构的需求。研究主要围绕3大主题：材料与工艺、环境与能源、信息与交流科学以及工业工程。这些科学研究调动杜埃高等矿业学院8个专业领域的全部资源和人员。同时学院为工业企业及行政管理人员提供职业培训，并提供高新技术的孵化园（Incubateur APUI），将技术与商业结合，协助创办企业。

### 高度的国际合作
在国际发展方面学院采取积极政策，通过各类国际交流项目在教育和研究领域发展优先合作关系。学院与亚洲、欧洲、美洲的众多著名院校合作，并与14个院校签署双学位项目，并借助法国国立高等矿业学院集团（GEM）从全球招收优秀学生。学院同时是“北部法国里尔综合大学”的创始学校之一，以及“法国高等学院协会”成员。
与下列14所院校提供双学位：
- 南特管理学院 (法国)
- 国立电信学院管理学院 (法国)
- 特拉华大学 (美国)
- 佐治亚理工学院 (美国)
- 蒙特利尔工程学院 (加拿大)
- 高等科技学院 (加拿大)
- 东南大学 (中国)
- 河海大学 (中国)
- 同济大学 (中国)
- 上海交通大学 (中国)
- 清华大学 (中国)
- 伦敦帝国学院 (英国)
- 马德里综合理工大学 (西班牙)
- Federal University of Rio de Janeiro (巴西)
- UCL University Vittoria (巴西)
- 鲍曼莫斯科国立技术大学 (俄罗斯)

## 专业
国立杜埃高等矿业学院包括8个专业领域，下设20多个专业，80多个学科。学生可按照自己的志愿继续攻读DEUG（专业2年），学士（3年），硕士（4年），DEA（5年），DESS（5年），博士（8年）学位，可取得法国、欧洲承认的学历证书。 
课程设置：

A：博士学位课程：提供聚合物与合成物技术、材料与工艺、环境与能源等专业的博士学位课程。

B：硕士学位课程：提供质量工程、生产自动化技术、信息及交流系统工程等专业的硕士学位课程。

C：工程师学位课程：提供信息与交流科学、工业工程环境与工业、土木工程、能源工程、机械工程等专业的工程师学位课程。

D：法语强化课程：法语语言学习为8个月（总课时为500小时），每年2月、10月开学，每班16-20人，每周25个课时。语言学习结束后，学校组织统一法语考试，考试合格后学校发给语言学习证书。

## 地理位置
国立杜埃高等矿业学院位于杜埃市中心，毗邻里尔市，属于北部-加来海峡大区(Nord-Pas-de-Calais)，该大区是法国第三大工业区。从杜埃乘火车到里尔市区只有20多分钟，乘坐高速火车（TGV）至巴黎和比利时布鲁塞尔皆为1小时，乘坐欧洲列车至英国伦敦和荷兰阿姆斯特丹皆为2小时。
杜埃是一个古朴安静、风景如画的小城，也是一个充满活力的新城。就像一位温柔的少女，恬静而不失活力。杜埃在二战时期被轰炸过，今天的杜埃是一个战后重建的新兴城市。杜埃目前有5万人口，人均收入和法国总体水平差不多，合理的物价水平以及开放的社会形态不断的吸引着外来人口。在这里，热情的居民、物美价廉的生活一定会让你乐不思蜀。
杜埃的气候属于典型的大陆性气候，四季分明，夏季炎热多雨，冬季干燥寒冷。不过在杜埃一年四季都能享受到温情脉脉的阳光。

## 部分校友

### 企业高层
- Jean-Jacques Lefebvre, 毕业于1972, 法国第三大公共工程和建筑集团Eiffage总裁
- Claude Sauvageot, 毕业于1973, 法国公共财政机构 (CDC) 的子公司CDC IXIS董事会主席
- Jean-Marie Duvivier 毕业于1973, 法国煤炭集团 (FINORPA) 总裁
- Yves Lefin, 毕业于1977, 法国国家工业环境与危机研究院 (INERIS) 地区总裁, 校友协会主席
- Yves Delhaye, 毕业于1982, 法国纺织公司Lectra的东南亚、韩国、印度区域总裁
- Yves Buisson, 毕业于1984, 欧洲著名IT和咨询公司Unilog人力资源部主任

### 企业创始人
- Aymen Mekki, 毕业于1995, 突尼斯国家工业资产和标准化研究院总裁

### 高校或政府官员
- Gustave Defrance, 毕业于1955, 原阿莱斯高等矿业学院与杜埃高等矿业学院校长, 原朗格多克-鲁西永大区和北部-加来海峡大区的工业与环境局长, 污染与危机防御局长
- Henri Pugnère, 毕业于1962, 原阿莱斯高等矿业学院校长
- Maurice Cotte, 毕业于1964, 原阿莱斯高等矿业学院与杜埃高等矿业学院校长, 原勃艮第大区、朗格多克-鲁西永大区和北部-加来海峡大区的工业与环境局长
- Jean-Claude Duriez, 毕业于1971, 原南锡高等矿业学院与杜埃高等矿业学院校长

### 其它
- Eugène Fenzy, 毕业于1890, 以其名字命名的救生仪器发明者